# معركة مامس
كانت معركة مامس أو معركة ماما اشتباكًا بين قوات الإمبراطورية البيزنطية وجيش المور في عام 534. قاد صولومون البيزنطيين. استخدم المورييون تكتيكًا نجح في التعامل مع الواندال، فقد صنعوا دائرة من الجمال أرعبت الخيول البيزنطية لدرجة أن رماية الخيول أصبحت غير عملية. أخفى المور أيضًا بعضًا من سلاح الفرسان الخاص بهم في بعض الجبال القريبة. توقع صولومون الفخ وأرسل الرجال إلى جانب الدائرة غير المواجهة للجبال. وبسبب تشكيل المور، لم يكن هؤلاء قادرين على إحداث الكثير من الضرر وعندما هاجم المور، تحول القتال ضدهم. ثم قرر صولومون مهاجمة الجانب الآخر من الدائرة، وتوقع أن يتم إضعافها لدرجة أن سلاح الفرسان الخفي لا يمكن أن ينطلق إلى العمل في الوقت المناسب. كانت تنبؤات صولومون صحيحة، وسرعان ما اختَرق البيزنطيون. لقد قتلوا عدة مئاتٍ من الإبل، واستعبدوا نساء وأطفال المور، ووفقًا لبروكوبيوس القيسراني فقد قُتل 10،000 رجل. لم يستقر الوضع بعد وسرعان ما عاد المغاربة لكنهم هُزموا بشكل حاسم في جبل بورجاون.